# ATP Challenger Busan
Das ATP Challenger Busan (offizieller Name: Busan Open) ist ein seit 2003 jährlich stattfindendes Tennisturnier in Busan, Südkorea. Es ist Teil der ATP Challenger Tour und wird im Freien auf Hartplatz ausgetragen.

## Liste der Sieger

### Einzel
| Jahr                         | Sieger                | Finalgegner     | Ergebnis        |
| ---------------------------- | --------------------- | --------------- | --------------- |
| 2025                         | Térence Atmane        | Adam Walton     | 6:3, 6:4        |
| 2024                         | Yasutaka Uchiyama     | Hong Seong-chan | 7:64, 6:3       |
| 2023                         | Aleksandar Vukic      | Max Purcell     | 6:4, 1:0 aufgg. |
| 2022                         | Kamil Majchrzak       | Radu Albot      | 6:4, 3:6, 6:2   |
| 2020–2021: nicht ausgetragen |                       |                 |                 |
| 2019                         | Ričardas Berankis     | Andrew Harris   | 7:65, 6:2       |
| 2018                         | Matthew Ebden         | Vasek Pospisil  | 7:64, 6:1       |
| 2017                         | Vasek Pospisil        | Gō Soeda        | 6:1, 6:2        |
| 2016                         | Konstantin Krawtschuk | Daniel Evans    | 6:4, 6:4        |
| 2015                         | Chung Hyeon           | Lukáš Lacko     | 6:3, 6:1        |
| 2014                         | Gō Soeda (2)          | Wang Yeu-tzuoo  | 6:3, 7:65       |
| 2013                         | Dudi Sela (2)         | Alex Bogomolow  | 6:1, 6:4        |
| 2012                         | Tatsuma Itō           | John Millman    | 6:4, 6:3        |
| 2011                         | Dudi Sela (1)         | Tatsuma Itō     | 6:2, 6:75, 6:3  |
| 2010                         | Lim Yong-kyu          | Lu Yen-hsun     | 6:1, 6:4        |
| 2009                         | Danai Udomchoke (2)   | Blaž Kavčič     | 6:2, 6:2        |
| 2008                         | Gō Soeda (1)          | Lu Yen-hsun     | 6:2, 0:0 aufgg. |
| 2007                         | Wang Yeu-tzuoo        | Jan Vacek       | 6:3, 6:2        |
| 2006                         | Lee Hyung-taik        | Danai Udomchoke | 6:3, 6:2        |
| 2005                         | Danai Udomchoke (1)   | Paul Goldstein  | 7:66, 6:1       |
| 2004                         | Alexander Peya        | Lu Yen-hsun     | 6:3, 5:7, 6:3   |
| 2003                         | Kim Young-jun         | Tasuku Iwami    | 6:4, 4:1 aufgg. |

### Doppel
| Jahr                         | Sieger                                        | Finalgegner                           | Ergebnis           |
| ---------------------------- | --------------------------------------------- | ------------------------------------- | ------------------ |
| 2025                         | Riō Noguchi Yūta Shimizu                      | Ray Ho Matthew Romios                 | 7:67, 6:4          |
| 2024                         | Ray Ho Nam Ji-sung                            | Chung Yun-seong Hsu Yu-hsiou          | 6:2, 6:4           |
| 2023                         | Evan King Reese Stalder                       | Max Purcell Jose Statham              | kampflos           |
| 2022                         | Marc Polmans Max Purcell                      | Nam Ji-sung Song Min-kyu              | 6:75, 6:2, [12:10] |
| 2020–2021: nicht ausgetragen |                                               |                                       |                    |
| 2019                         | Hsieh Cheng-peng (3) Christopher Rungkat (2)  | Toshihide Matsui Vishnu Vardhan       | 7:67, 6:1          |
| 2018                         | Hsieh Cheng-peng (2) Christopher Rungkat (1)  | Ruan Roelofse John-Patrick Smith      | 6:4, 6:3           |
| 2017                         | Hsieh Cheng-peng (1) Peng Hsien-yin (2)       | Sanchai Ratiwatana Sonchat Ratiwatana | 7:5, 4:6, [10:8]   |
| 2016                         | Sam Groth Leander Paes                        | Sanchai Ratiwatana Sonchat Ratiwatana | 4:6, 6:1, [10:7]   |
| 2015                         | Sanchai Ratiwatana (4) Sonchat Ratiwatana (4) | Nam Ji-sung Song Min-kyu              | 7:62, 3:6, [10:7]  |
| 2014                         | Sanchai Ratiwatana (3) Sonchat Ratiwatana (3) | Jamie Delgado John-Patrick Smith      | 6:4, 6:4           |
| 2013                         | Peng Hsien-yin (1) Yang Tsung-hua             | Nam Ji-sung Lim Yong-kyu              | 6:4, 6:3           |
| 2012                         | Yuki Bhambri Divij Sharan                     | Hsieh Cheng-peng Lee Hsin-han         | 1:6, 6:1, [10:5]   |
| 2011                         | Im Kyu-tae Danai Udomchoke                    | Jamie Baker Vasek Pospisil            | 6:4, 6:4           |
| 2010                         | Rameez Junaid Alexander Peya                  | Pierre-Ludovic Duclos Yang Tsung-hua  | 6:4, 7:5           |
| 2009                         | Sanchai Ratiwatana (2) Sonchat Ratiwatana (2) | Tasuku Iwami Toshihide Matsui         | 6:4, 6:2           |
| 2008                         | Rik De Voest Łukasz Kubot                     | Adam Feeney Rameez Junaid             | 6:3, 6:3           |
| 2007                         | Serhij Bubka John Paul Fruttero               | Nathan Healey Jan Mertl               | 4:6, 7:65, [10:6]  |
| 2006                         | Scott Lipsky Todd Widom                       | Robert Kendrick Cecil Mamiit          | 6:3, 6:72, [10:7]  |
| 2005                         | Paul Goldstein Rajeev Ram                     | Justin Gimelstob Wesley Moodie        | kampflos           |
| 2004                         | Sanchai Ratiwatana (1) Sonchat Ratiwatana (1) | Satoshi Iwabuchi Tasuku Iwami         | 6:75, 7:61, 6:4    |
| 2003                         | Toshihide Matsui Michihisa Onoda              | Baek Seung-bok Park Seung-kyu         | 6:1, 6:3           |